# ロニー・ユー
ロニー・ユー（于仁泰、Ronny Yu Yan-Tai、1950年-)は、香港の映画監督、映画プロデューサー、脚本家。

## 略歴
香港生まれ。オハイオ大学を卒業。1979年に『牆外牆內』で監督デビューし、香港ニューウェーブの監督の一人とみなされた。1993年には『キラーウルフ 白髪魔女伝』で金馬奨脚本賞を受賞した。1990年代以降はアメリカ合衆国と香港の両方で活躍している。
かつて彼が監督した映画『ケミカル51』に出演したサミュエル・L・ジャクソンが『スネーク・フライト』に出演する際、ユーは監督として参加する予定だったが、デイヴィッド・R・エリスに交代となった。

## 監督作品
- 牆外牆內 (1979)
- 復讐の挽歌 救世者 (1980)
- 霊幻追鬼 追鬼七雄 (1981)
- ポストマン・ファイツ・バック/巡城馬 巡城馬 (1982)
- チョウ・ユンファの 悪霊退治/デビル・バスターズ 靈氣迫人 (1984)
- アラン・タムの香港式殺人・追跡25時 四眼仔 (1985)
- ファイアー・ドラゴン 龍在江湖 (1986)
- チャイニーズ・ゴースト・バスターズ 猛鬼佛跳牆 (1988)
- チャイナホワイト China White (1989)
- 千王1991 (1991)
- 武林聖鬥士 (1992)
- 伙頭福星 (1992)
- キラーウルフ 白髪魔女伝 白髪魔女傅 (1993)
- 白髪魔女伝II 白髪魔女2 (1993)
- 夜半歌聲/逢いたくて、逢えなくて 夜半歌聲 (1995)
- タオの伝説 Warriors of Virtue (1997)
- チャイルド・プレイ4/チャッキーの花嫁 Bride of Chucky (1998)
- Chasing Dragon (1999)
- ケミカル51 The 51st State (2001)
- フレディVSジェイソン Freddy vs. Jason (2003)
- SPIRIT 霍元甲 (2006)
- Yakuza (2008)
- 楊家将〜烈士七兄弟の伝説〜 忠烈楊家將 (2013)